# Maja Čolić
Maja Čolić, slovenski fotomodel in plesalka, * 1999
Zmagala je na lepotnem tekmovanje Miss Slovenije 2021. Z zmago se je uvrstila na tekmovanje za miss sveta 16. decembra v Portoriku, poleg tega pa je postala še ambasadorka Tosamine blagovne znamke Jasmin in projekta S teboj lahko Varstveno delovnega centra (VDC) Zasavje.
Prihaja iz Ribnice. Je članica in trenerka Društva mažoret in plesalcev Ribnica.

### Zgodnja leta in izobrazba
Udeleževala se je šolskih tekmovanj iz plavanja in skoka v višino.
Obiskovala je Osnovno šolo dr. Franceta Prešerna v Ribnici. Kot učenka 9. razreda je bila vpisana v zlato knjigo odličnjakov - levstikovcev. Končala je Gimnazijo Bežigrad in šla študirat na Ekonomsko fakulteto v Ljubljani po sistemu 3+2.

### Zasebno
Ni v sorodu s srbskim  pevcem Zdravkom Čolićem. Visoka je 175 cm.